# Avril Lavigne's Make 5 Wishes
Avril Lavigne's Make 5 Wishes je manga u stilu stripa. Strip je napisao Joshua Dysart, a omot knjige ilustrirala je Camilla D’Errico. Prvi svezak je objavljen od Del Rey Manga, 17. travnja, 2007, a drugi svezak 3. lipnja, 2007. Strip je isto izašao u Brazilu pod imenom "Faça cinco pedidos".

## Radnja

### Prvi svezak
Priča govori o tinejdžerici koja se zove Hana. Ona je usamljena i nepopularna u školi, tako da većinu svog slobodnog vremena provodi na internetu stvarajući raznih cool, pametnih, seksi i popularnih izadnje njenog drugog ja. Njena najbolja prijateljica je imaginarna verzija od Avril Lavigne, koja glumi Haninu savjest i imaginarnu prijateljicu. Postavši sve više izolirana u životu, Hana je jednog dana slučajno naletila na internetsku stranicu www.make5wishes.com, koja nudi ostvariti pet želja za malu naknadu od 19.95 dolara. Očajno i nestrpljivo da će joj se život okrenuti, ona to naruči preko internetske stranice. Nekoliko dana poslije, dobije malu kutiju preko pošte. Kada to otvara u svojoj sobi iz kutije iskače jedan mali demon. Demon se sprijatelji s njom i objašnjava kako želje rade. Kada Hana poželi prve želje, stvari se ne odvijaju onako kako je ona to željela i želje koje demon ostvara često imaju nepredviđenih i neželjnih posljedica; primjerice uzrokuje demenciju kod starog čovjeka s kojim je Hana nije željela razgovarati. Osim toga, demon je potajno slao e-mailove ljudima (uključujući i Jessicu) skojim je ona razgovarala preko svog pseudonima, dok je ona spavala, on se dopisivao s njima.

### Drugi svezak
Priča se nastavlja događajima iz prvog dijela, i kako Hanine želje nastavljaju i dalje utjecati na željeni način. Hana nakon što joj se počeo sviđati i što mu da ime Romeo, postaje sve više ljuta i ljubomorna na njega. Nakon što je preživjela eksploziju u njenoj škola koja je ubila učitelja (Mr. Terryja) i nekoliko učenika (Jessica and Brian) još jedna od Haninih želja se odobrova: da je svi vole. Oni do i obave i organiziraju proslavu u njezinu čast za preživljavanje od eksplozije. Međutim, Hana je sada obavijena u pokrovu od požara kojeg nitko drugi osim nje ne može vidjeti, i to je sve više odvuče od realnosti. Njezina imaginarna verzija od Avril Lavigne sve se rjeđe pokazuje, i Hana zaključa Demona u njegovu kutiju, ne želeći da uzrokuje još više problema. Hana je imala još jednu želju, zgrabila je Romea iz kutije poželjala da upozna pravu Avril Lavigne. Kod škole su učenici pristojniji prema Hani, i jedan je poziva na ukupljanje kod malog mosta u gradu. Ona ide kod njegove kuće. Ona ima veliku kolekciju odjeće i Hana odlučuje otići na zabavu kao i Avril Lavigne. Nakon što se udijenula pogleda u zrcalo i vidi Avril kako je gleda. Ona shvaća da se njena posljednja želja nije ostvarila i da ju je Romeo opet prevario. Izbezumljena, ona trči doma i zgrabi Romeovu kutiju s njim u njoj, i odlazi na proslavu. One gleda kod mosta vidi jednu osobu koja isto ide na zabavu, ta djevojka joj govori kako je lijepo odijevena, prepoznavši da je to Avrilin stil. One ragovaraju, ali magla koja obavija hanu postaje sve intenzivnija. S kutijim u kojoj je Romeo ona skače s mosta, magla nestaje i Romeo koji je bio u kutiji je isto nestao, bila je miru, znajući da Romeo neće nikad više nekoga povrijediti. Hana se vraća na most i djevojka skojom je razgovarala je skinula periku i to je bila prava Avril Lavigne. 

## Tema
Tema mange je stres modernog naraštaja tinejdžera i njovih obiteljskih problema, to se pokazuje kroz bjekstvo i očaj glavnog lika, Hane.